# Quartier de Navarre d'Évreux

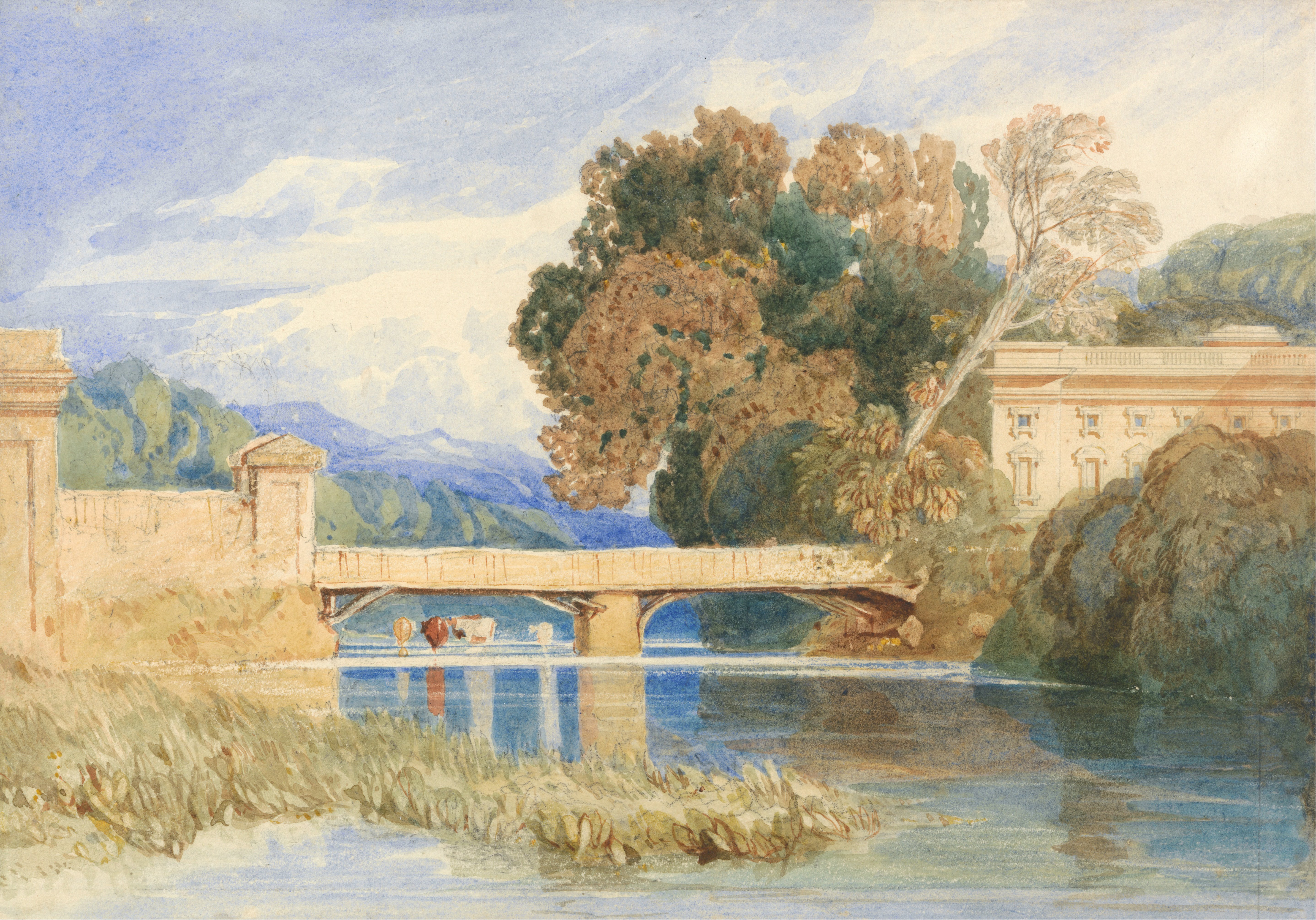
Château de Navarre en Normandie près d’Évreux de John Sell Cotman, peintre aquarelliste britannique du XIXe siècle.

Le quartier Navarre d’Évreux, est un des douze quartiers de la commune d'Évreux situé dans le département de l'Eure en Normandie, célèbre pour son patrimoine industriel du XIXe siècle

## Son étymologie
Le nom « Navarre » vient de Charles II dit le mauvais roi de Navarre (pays-basque) et comte d’Évreux au XIVe siècle soit en pleine guerre de Cent Ans. Il se rendit célèbre pour avoir trahi le roi de France Charles V au profit de la famille anglaise des Plantagenêt.

## Histoire
Il fut d'abord un hameau dépend d’Évreux au même titre que Cimbole où se situait le château des comtes d'Évreux-Navarre
En 1810, Napoléon Ier le rachète et le donne à son ancienne épouse Joséphine de Beauharnais
En 1825, il est démoli pour laisser place progressivement à un hippodrome.
En 1985 est construite une ferme pédagogique pilotée par le maire d'alors Rolland Plaisance
En 2008, Navarre est classé par la préfecture de l'Eure comme quartier d'urbanisation prioritaire.
En 2018, les usines de Navarre et le petit château sont rasés dans le cadre d'une rénovation urbaine par Guy Lefrand, maire d’Évreux

## Démographie
La population du quartier de Navarre s'élève à 6920 habitants en 2023.

## Sites remarquables
- Usine de Navarre, transformée en lieu de culture en 2019
- Ruine du petit château de Navarre
- Hippodrome d'Évreux
- Ferme pédagogique d’Évreux
- IUT (Université de Rouen) ancienne école normale d'instituteurs
- École démocratique d’Évreux, école hors contrat connue pour ses méthodes pédagogiques innovantes inspirées de l'instituteur Célestin Freinet
- Hôpital psychiatrique, où séjourna le Dr Petiot, célèbre tueur en série[10].
- Église Saint-Germain de Navarre, appartement à la paroisse Notre-Dame de l'Alliance.